# Джахмарі Кларк
Джахмарі Ошон Кларк (англ. Jahmari Oshown Clarke, нар. 2 жовтня 2003) — англійський та ямайський професійний футболіст, який грає на позиції нападника клубу Чемпіоншипу «Редінгу». Народився в Англії, він грає за молодіжну збірну Ямайки.

## Клубна кар'єра
10 серпня 2021 року Кларк дебютував як професіонал в складі «Редінга» в матчі Кубка лігм, який програв «Суонсі Сіті» з рахунком 3:0. Через сім днів, 17 серпня 2021 року, Кларк замінив Джорджа Пушкаша на 76-й хвилині під час поразки 3:2 від «Брістоль Сіті», щоб дебютувати в лізі. Перші голи Кларка за «Редінг» відбулися 6 листопада 2021 року, коли він знову вийшов з лави запасних, щоб замінити Джорджа Пушаша, а потім забив обидва голи Редінгу у переможній грі проти «Бірмінгем Сіті» (2:1).
7 липня 2022 року «Редінг» підтвердив, що Кларк підписав новий контракт із клубом.

## Виступи за збірні
У травні 2022 року Кларк був викликаний до молодіжної збірної Ямайки до 20 років на Молодіжний чемпіонат КОНКАКАФ. Вийшовши з лавки запасних, у своєму дебютному матчі проти Коста-Рики, він зміг заробити і забив пенальті на 98-й хвилині, зробивши рахунок 1:1.

## Статистика виступів

### Статистика клубних виступів
Станом на 22 січня 2022
| Клуб              | Сезон             | Чемпіонат         | Чемпіонат | Чемпіонат | Кубок країни | Кубок країни | Кубок Ліги | Кубок Ліги | Континентальні кубки | Континентальні кубки | Інші змагання | Інші змагання | Всього | Всього |
| Клуб              | Сезон             | Ліга              | Ігор      | Голів     | Ігор         | Голів        | Ігор       | Голів      | Ігор                 | Голів                | Ігор          | Голів         | Ігор   | Голів  |
| ----------------- | ----------------- | ----------------- | --------- | --------- | ------------ | ------------ | ---------- | ---------- | -------------------- | -------------------- | ------------- | ------------- | ------ | ------ |
| «Рединг»          | 2021–22           | Чемпіоншип        | 12        | 2         | 0            | 0            | 1          | 0          | —                    | —                    | —             | —             | 13     | 2      |
| Всього за кар'єру | Всього за кар'єру | Всього за кар'єру | 12        | 2         | 0            | 0            | 1          | 0          | —                    | —                    | —             | —             | 13     | 2      |

### Статистика виступів за збірну
| Національна команда | Рік      | Ігор | Голів |
| ------------------- | -------- | ---- | ----- |
| Ямайка U-20         | 2022 рік | 5    | 3     |